# Trixis antimenorrhoea
Trixis antimenorrhoea là một loài thực vật có hoa trong họ Cúc. Loài này được (Schrank) Mart. ex Baker miêu tả khoa học đầu tiên năm 1884.